# ボンバーマン (2014年のゲーム)
『ボンバーマン』は、2014年11月5日にコナミデジタルエンタテインメントより配信開始されたスマートフォン（iOS/Android）用アクションゲーム。2014年にハドソンブランドがコナミブランドに統一されて以降としては、初のボンバーマンシリーズ作品。

## 概要
バーチャルパッド、ボタンによる操作。ファミコン版風のドット絵ボンバーマンも操作キャラクターとして使用可能。要Mobage ID（アイテム課金制）。
ゲーム中のBGMには、過去にハドソンから発売されたボンバーマンシリーズのBGM（坂東章平による作曲）がアレンジされ、使用されている。
ひとりでバトル
みんなでバトル
ローカル通信対戦（最大4人まで）。
ボンバーコロシアム
タイムアタックモード